# Царук Олександр Васильович
Олександр Васильович Царук (нар.1 серпня 1961, с. Волиця Славутського району Хмельницької області  — пом.1999, м. Кривий Ріг Дніпропетровської області) — український мовознавець, кандидат філологічних наук. Відомий завдяки своїй монографії «Українська мова серед інших слов'янських мов. Етнологічні та граматичні параметри» (Дніпропетровськ, 1998), де описав оригінальну теорію походження української мови на основі власного дуалістичного розподілу слов'янських мов (на антську і словенську підгрупи), заперечивши традиційні уявлення про поділ слов'янських мов.

## Біографія
Олександр Васильович Царук народився 1 серпня 1961 року в с. Волиця на Хмельниччині.
По закінченні школи вступив до Чернівецького державного університету, а за 2 роки перевівся до Сімферопольського державного університету, який закінчив у 1983. Протягом навчання керував студентським театром, виступав режисером спектаклів, інколи актором, де зустрів свою майбутню дружину Наталю.
Після закінчення університету працював учителем української мови та літератури у Криму. Згодом разом з дружиною переїхав до Дніпропетровська, де народилася донька Христина.
У 1990 Олександр Царук закінчив аспірантуру у Дніпропетровському державному університеті, і захистив кандидатську дисертацію «Багатопрефіксні дієслова в українській мові».
Через декілька років родина Царуків переїжджає до Кривого Рогу, де Олександр працює на посаді доцента кафедри української мови Криворізького педагогічного інституту.
Олександр Царук вільно володів 7 мовами, серед котрих українська, російська, чеська, польська, хорватська, сербська та англійська.
У 1998 році закінчив докторантуру у Дніпропетровському державному університеті. Того ж року був на місячному науковому стажуванні в Університеті Палацького в Оломоуці, Чехія, де познайомився з відомим мовознавцем професором Йозефом Андршем. Того ж 1998 р. він виступив офіційним опонентом дисертації «Універбація в українській мові».
У 1999 році помер в Кривому Розі від злоякісної пухлини шлунку.

## Наукова діяльність
До наукових інтересів О. Царука входили проблеми походження української мови та генеалогічні пов'язаності слов'янських мов. У його працях наголошується на важливості комплексного підходу до вивчення мовних явищ, на врахуванні як власне-лінгвістичного, так і археологічного, історичного та етнографічного матеріалу.
Найважливішою працею О. Царука, як мовознавця, можна назвати монографію «Українська мова серед інших слов'янських: етнологічні ті граматичні параметри», в якій автор досліджує проблему виділення української мови з праслов'янської, початкові щаблі її становлення як самобутньої лінгвістичної системи на тлі процесів, пов'язаних із постанням інших слов'янських мов.
На основі аналізу вже відомих та нових історичних, археологічних, етнографічних, антропологічних та лінгвістичних фактів заперечує традиційну тріалістичну дистрибуцію слов'янських мов і пропонує дуалістичний розподіл (на антську і словенську підгрупи).
О. Царук вважає, що дві, за традиційною класифікацією, «східнослов'янські» мови — українська й російська — на початку давнього періоду свого самостійного розвитку були двома найвіддаленішими слов'янськими мовами, які найбільш яскраво відображали у своїй структурі специфічні риси двох різних мовних підгруп".

## Пам'ять
Лариса Селіверстова в праці «Ономастичний простір поезії Володимира Калашника» зазначає: «У поета є низка посвят: Лесі Українці, М. Гоголю, Григорові Тютюннику, … Олександру Царуку».
Праця Олександра Царука «Українська мова серед інших слов'янських мов» отримала велику кількість цитувань. На запит «Царук О. В. українська мова» пошукова система google дає 5440 результатів.
В Криворізькому державному педагогічному університеті існує куточок, присвячений пам'яті Олександра Царука[джерело?].

## Найголовніші наукові праці
- Царук О. Багатопрефіксні дієслова в українській мові. — Дніпропетровськ, 1990 (дисертація … канд. наук).
- Царук О. Українська мова серед інших слов'янських: етнологічні та граматичні параметри: Монографія. — Дніпропетровськ: Наука і освіта, 1998. — 324 с.[12]

### Статті
- Царук О. Метафоризація темпоральної номінації ранок в українській поетичній мові другої половини ХХ ст. Лінгвістика: Зб. наук. пр. — № 4 (10). — Луганськ, 2006. — С. 250—256

### Рецензії, відгуки
- Полюга Л. М. Новий погляд про походження української мови // Книжковий світ. — 2000.- № 2. — С. 11. — Рец на кн.: Царук О. Українська мова серед інших слов'янських: етнологічні та граматичні параметри. — Дніпропетровськ: Наука і освіта, 1998. — 329 с. ([13])
- Полюга Л. М. Зміна традиційного поділу слов'ян та їх мов: Пам'яті талановитого вченого [О. Царука] // Аудиторія. — 2000. — № 1. — С. 4, 12.([13])